# Killswitch Engage
Killswitch Engage je americká metalcorová skupina, kterou v roce 1999 založili dřívější členové skupin Aftershock a Overcast.
Původní sestavu skupiny tvořil zpěvák Jesse Leach, bubeník Adam Dutkiewicz, kytarista Joel Stroetzel a baskytarista Mike D'Antonio. Dutkiewicz v roce 2002 přešel ke kytaře a za bicí místo něj usedl Tom Gomes, kterého o rok později nahradil Justin Foley. V roce 2002 skupinu opustil její frontman Leach, kterého na dalších deset let nahradil Howard Jones. V roce 2012 se Leach do skupiny vrátil.
Své první album skupina vydala v roce 2000 a neslo stejný název jako samotná kapela. Do roku 2016 skupina vydala dalších šest alb; to z roku 2009 neslo opět název kapely.

## Diskografie
Studiová alba
- Killswitch Engage (2000)
- Alive or Just Breathing (2002)
- The End of Heartache (2004)
- As Daylight Dies (2006)
- Killswitch Engage (2009)
- Disarm the Descent (2013)
- Incarnate (2016)
- Atonement (2019)